# Raquel Sánchez-Silva

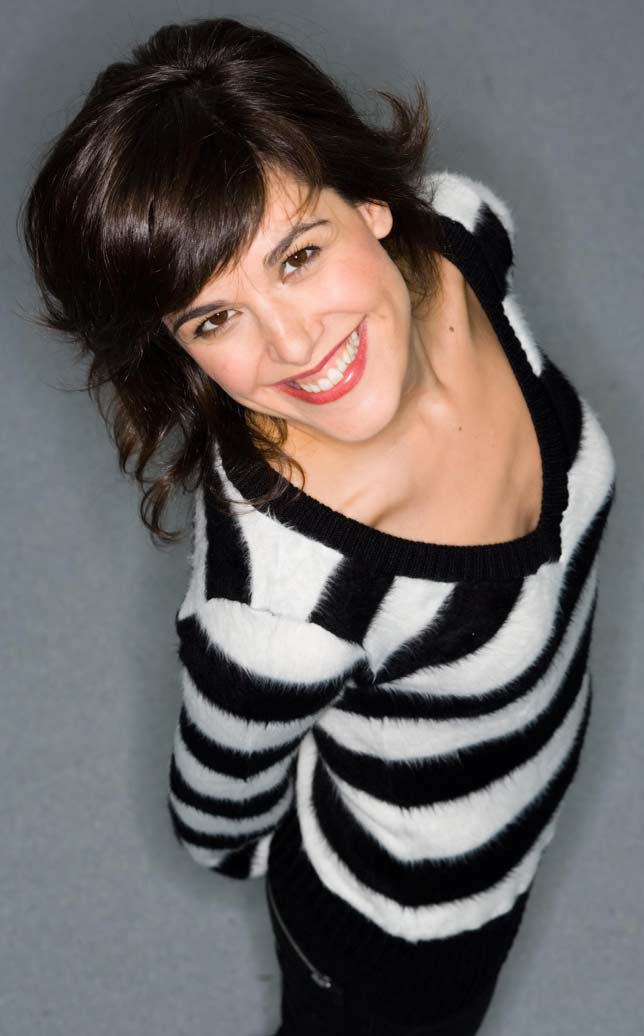
Raquel Sánchez-Silva

Raquel Sánchez-Silva (Plasencia, 1973) is een Spaanse tv-presentatrice. 
Raquel Sánchez-Silva begon in 1995 als presentatrice bij een lokaal televisiekanaal in Plasencia. Daarna presenteerde zij het nieuws (Telenoticias) bij Telemadrid, werkte ze bij Canal+ (Noche de los Oscars, La hora wiki) en Cuatro (Soy lo que como, Noche Cuatro, Idénticos, Noche Manga, Oído Cocina, Supernanny en reportages).

## Televisie
- Expedición Imposible, (2013)
- Perdidos en la ciudad, (2012) - (2013)
- El Cubo, (2012)
- Perdidos en la tribu, (2012)
- Acorralados, (2011)
- Supervivientes: Perdidos en Honduras (2011)
- Peking Express (2009-2010)
- Sanfermines (2009)
- Visto y Oído (2008)
- Ajuste de cuentas (2008)
- S.O.S. Adolescentes (2007-2008)
- ¡Qué desperdicio! (2007)
- Soy lo que como (2007)
- Supernanny (2006)
- Oído Cocina (2006)
- Noche Cuatro (2005)
- Superhuman (2005)
- La hora wiki (2004-2005)

## Boek
- Cambio príncipe por lobo feroz (2008)